# Adolf Jülicher
Adolf Jülicher (Falkenberg (Berlino), 26 gennaio 1857 – Marburgo, 2 agosto 1938) è stato un teologo e biblista tedesco.

## Biografia
Jülicher si è iscritto nel 1875 all'Università di Berlino, dove si è laureato in teologia nel 1880. Ordinato pastore luterano, dal 1882 ha esercitato il ministero a Rummelsburg. Nel 1886 ha conseguito il dottorato in teologia a Berlino. Nel 1887 ha conseguito l'abilitazione all'’insegnamento universitario ed è diventato libero docente all'Università di Berlino. In seguito all'uscita del suo primo libro intitolato Die Gleichnisreden Jesu (le parabole di Gesù), nel 1888 è stato chiamato all'Università di Marburgo, dove nel 1890 è diventato professore ordinario di Esegesi del Nuovo Testamento. Julicher ha svolto a Marburgo l'intera carriera accademica e si è ritirato dall'insegnamento nel 1923.

## Opere principali
- Die Gleichnisreden Jesu, Vol. I, 1888
- Die Gleichnisreden Jesu, Vol. II, 1899
- Einleitung in Neue Testament, 1894
- Vincenz von Lerinum, 1895
- Paulus und Jesus, 1906
- Neue Linen in der Kritik der evangelischen Uberlieferung, 1906